# Mohammad Javad Zarif
Mohammad Javad Zarif (Persiano: محمدجواد ظریف پیرانشهری ; Teheran, 7 gennaio 1960) è un diplomatico iraniano, ministro degli affari esteri dell'Iran nel governo di Hassan Rouhani (2013-2021). Negli anni precedenti alla sua nomina ha ricoperto ruoli importanti come diplomatico e negoziatore dal 1990. Mohammad Javad Zarif è stato vicepresidente della Repubblica islamica dell'Iran con incarico per gli affari strategici tra il 1º agosto e l'11 agosto 2024 prima di dimettersi, per poi tornare ad occupare tale ruolo dal 27 agosto dello stesso anno e dimettersi il 2 marzo 2025.

## Gioventù e studi
Zarif nacque il 7 gennaio 1960 a Teheran. Studiò relazioni internazionali alla San Francisco State University. Frequentò la Josef Korbel School of International Studies alla Università di Denver e nel 1988 ottenne un dottorato in diritto internazionale e linea politica.

## Carriera

### Diplomatico
Uno dei primi e più importanti incarichi diplomatici di Zarif fu la soluzione della crisi degli ostaggi statunitensi in Libano, il quale si rivelò un successo in quanto Zarif riuscì a garantire la liberazione degli ostaggi statunitensi, come ricorda l'incaricato delle Nazioni Unite Giandomenico Picco. Nonostante l'assenza di ringraziamenti per la soluzione della crisi a causa dei decenni di silenzio diplomatico tra i due paesi, Zarif rimaneva nonostante ciò determinato a ristabilire i rapporti con gli Stati Uniti.
Nel 2000 Zarif divenne presidente della commissione asiatica per la conferenza mondiale sul razzismo, ed il presidente della commissione per il disarmamento alle Nazioni Unite. Insegnò inoltre diritto internazionale alla Università di Tehran. Coprì il ruolo di vicepresidente della Islamic Azad University come responsabile dei rapporti esteri. È stato editore di un numero di riviste accademiche, quali la "Iranian Journal of International Affairs" e "Iranian Foreign Policy", scrivendo estensivamente su argomenti quali disarmamento, diritti umani, diritto internazionale e conflitti regionali.
Dal 2002 al 2007 fu il rappresentante dell'Iran alle Nazioni Unite. Fu coinvolto nello sviluppo del cosiddetto "Gran Bargain", un piano per la risoluzione dei conflitti con gli Stati Uniti nel 2003, il quale non fu concluso per via dell'elezione del presidente conservatore Ahmadinejad negli anni successivi. Durante il suo ruolo nelle Nazioni Unite, Zarif ebbe alcuni incontri privati con prominenti politici di Washington, tra i quali il senatore Joseph Biden e Chuck Hagel. Zarif si dimise dal proprio incarico nel 6 luglio 2007 e fu succeduto da Mohammad Khazaee.
Nel 2007, Zarif parlò alla conferenza della American Iranian Council in New Jersey, il quale includeva personaggi importanti quali Chuck Hagel, Dennis Kucinich, Nicholas Kristof e Andres Liden, per discutere le relazioni tra Stati Uniti ed Iran e possibili risoluzioni per il conflitto.

### Ministro degli affari esteri
Nel 23 luglio del 2013 vi fu una dichiarazione sul fatto che Zarif fosse la scelta per il ministro degli esteri di Rouhani. La notizia fu confermata solo il 4 agosto 2013 quando Rouhani nominò personalmente Zarif al parlamento iraniano. Fu confermato dal parlamento con 232 voti a favore, sostituendo dunque il precedente ministro Ali Akbar Salehi.
Nel 5 settembre 2013, congratulandosi con gli ebrei per la celebrazione del Rosh Hashana, Zarif scrisse su Twitter che l'Iran non nega l'olocausto, distanziandosi dalle posizioni estreme dell'ex-presidente Ahmadinejad, notando con ironia inoltre che tale individuo "non esiste più", riferendosi al disastro politico ed economico lasciato in eredità al governo Rouhani da parte di Ahmadinejad. L'autenticità della dichiarazione fu riconfermata da Christiane Amanpour della CNN.
Nel 27 settembre del 2013 vi fu l'incontro storico tra Zarif ed il segretario di Stato degli Stati Uniti John Kerry, durante il summit P5+1. Questa fu la prima occasione dopo sei anni che personaggi di tale rango provenienti dai due paesi tenevano un incontro ufficiale. Dopo l'incontro John Kerry dichiarò "abbiamo avuto un incontro costruttivo, e penso che siamo tutti felici del fatto che il ministro Zarif sia venuto e abbia esposto le sue idee, molto diverse nel tono e nella visione per il futuro" (tradotto dall'inglese) . Il 25 febbraio 2019 Zarif si dimette a sorpresa dalla sua carica di ministro degli esteri, salvo poi restare ministro degli esteri dopo il rifiuto di Rohani verso le sue dimissioni.

## Vita personale
Zarif è sposato ed ha una figlia ed un figlio che vivono attualmente negli Stati Uniti. Parla fluentemente l'inglese.